# Richard Freitag
Richard Freitag  (Erlabrunn, 14. kolovoza 1991.) nekadašnji je njemački skijaš skakač.
Imao je debi na turniru Svjetskoga skijaškoga kupa 29. prosinca 2009., na Turneji četiri skakaonice u Oberstdorfu, nakon što je nastupio u Kontinentalnom kupu. Osvojio je prve bodove u Svjetskom kupu u Innsbrucku 3. siječnja 2010.
Na FIS Svjetskom prvenstvu u Planici 2010. postigao je 28. mjesto u pojedinačnom natjecanju. U svojoj drugoj sezoni osvojio je 3. mjesto s njemačkom momčadi u Oberstdorfu 2011. Na početku Svjetskoga kupa 2011./2012. osvojio je 9. mjesto u Kuusamu. U Lillehammeru, 3. prosinca 2011. dosegnuo je 2. mjesto, što je njegovo prvo pojavljivanje na postolju. Tjedan dana kasnije osvojio je natjecanje na velikoj skakaonici u Harrachovu pred Thomasom Morgensternom i njegovim suigračem Severinom Freundom. Na istoj skakaonici, njegov otac Holger Freitag slavio je svoju jedinu pobjedu na Svjetskom kupu 8. siječnja 1983. Dana 20. siječnja osvojio je 2. mjesto u poljskim Zakopanima, iza domaćeg favorita Kamila Stocha.
Osvojio je srebrnu medalju ekipno na Olimpijskim igrama u Pjongčangu 2018.